# Jan Władysław Aleksandrowicz
Jan Władysław Aleksandrowicz herbu własnego (zm. 7 listopada 1644 roku) –  marszałek Trybunału Głównego Wielkiego Księstwa Litewskiego w 1633  i  1638 roku, marszałek grodzieński w 1627 roku.
Był elektorem Władysława IV Wazy z województwa trockiego w 1632 roku, podpisał jego pacta conventa.